# Сарния Стинг
«Сарния Стинг» (англ. Sarnia Sting) — молодёжный хоккейный клуб из города Сарния, провинция Онтарио, Канада. Выступает в Хоккейной лиге Онтарио (OHL).

## История
Франшиза была предоставлена в 1969 году как одна из первых команд Главной юниорской хоккейной лиги Квебека (QMJHL). В то время команда располагалась в Корнуолле, Онтарио, и была известна как «Корнуолл Роялз». За время пребывания команды в QMJHL «Роялз» выиграли Мемориальный кубок в 1972, 1980 и 1981 годах.
В сезоне 1981-82 команда перешла в Хоккейную лигу Онтарио (OHL). В 1992 году команда переехала в Ньюмаркет, сменив название на «Ньюмаркет Роялз».
В 1994 году команда была куплена братьями Сиссарелли и переехала в Сарнию. Роберт Сиссарелли, признанный лучшим руководителем OHL в 1999–2000 годах, был президентом и управляющим команды до января 2015 года, когда команда была продана её нынешним владельцам, бывшему защитнику НХЛ Дериану Хэтчеру и бывшему нападающему НХЛ Дэвиду Легуанду.

## Достижения
- Бумбаччо Трофи: 2004, 2016;